# Miragaia (Lourinhã)
Miragaia ist ein Ort und eine ehemalige Gemeinde (Freguesia) im portugiesischen Kreis Lourinhã. Die Gemeinde hatte 1823 Einwohner (Stand 30. Juni 2011).
Mit der Gebietsreform vom 29. September 2013 wurden die Gemeinden Miragaia und Marteleira zur neuen Gemeinde União das Freguesias de Miragaia e Marteleira zusammengeschlossen. Miragaia ist Sitz dieser neu gebildeten Gemeinde.